# Cantó de Forbach
El cantó de Forbach és un cantó francès del departament del Mosel·la, situat al districte de Forbach. Compta amb el municipi de Forbach.

## Municipis
- Forbach (Fuerboch) (part)

## Història
| Data d'elecció                           | Identitat            | Partit           | Qualitat |
| ---------------------------------------- | -------------------- | ---------------- | -------- |
| 1945-1949                                | Edouard Waghemaecker | SFIO             |          |
| 1949-1973                                | Jean-Éric Bousch     | UDR              |          |
| 1973-1976                                | Anne-Marie Fritsch   | radical          |          |
| 1976-1989                                | Jean-Éric Bousch     | RPR              |          |
| 1989-1998                                | Louis Houpert        | RPR              |          |
| 1998-2004                                | Charles Stirnweiss   | UDF, després UMP |          |
| 2004-                                    | Laurent Kalinowski   | PS               |          |
| les dades anteriors no són pas conegudes |                      |                  |          |
|                                          |                      |                  |          |

## Demografia
| A partir de 1990 : Població sense dobles comptes |